# Southern League (baseball)
Pour la ligue de baseball disparue qui portait le même nom, voir Southern League (1885–1899).
 (décembre 2023).
Si vous disposez d'ouvrages ou d'articles de référence ou si vous connaissez des sites web de qualité traitant du thème abordé ici, merci de compléter l'article en donnant les références utiles à sa vérifiabilité et en les liant à la section « Notes et références ».
La Southern League est une ligue mineure de baseball composée d'équipes situées dans le sud-est des États-Unis. Elle est classée au niveau AA, soit deux niveaux en dessous de la Ligue majeure de baseball. Chaque équipe est affiliée avec une franchise de Ligue majeure, permettant le développement de joueurs avant leur arrivée au plus haut niveau.
La Southern League est fondée en 1964 lorsque la South Atlantic League, une ligue mineure ayant opérée de façon irrégulière depuis 1904, adopte le nom Southern League. 

## Histoire

Ancien logo avant 2015.

### Ancienne Southern League (1885-1899)
Une ligue mineure de baseball appelée Southern League existe sporadiquement de 1885 à 1899. Plombée par les difficultés financières, elle n'est pas opération durant trois saisons durant cette période et met fin à ses activités après 1899. Ses franchises fondatrices sont localisées à Atlanta, Augusta, Birmingham, Chattanooga, Columbus, Macon, Memphis et Nashville. Deux ans plus tard, en 1901, la Southern Association est fondée. 

### South Atlantic League (1904-1963)
La Sourthern League existant aujourd'hui est formée en 1904 sour le nom South Atlantic League est formée en 1904. Surnommée The Sally League, la South Atlantic League est rebaptisée Southern League en 1964. Elle est promue au rang de ligue de Classe B en 1921 puis de Classe A en 1946. Elle opère au niveau AA depuis la mise en place de ce système d'évaluation (1963). 

### Southern League actuelle (depuis 1964)
La Southern League est composée de deux groupes géographiques nord et sud depuis 2005. Avant cette date, les groupes étaient composés selon une séparation est-ouest. 

## Équipes actuelles (2023)
| Division | Franchise                   | Ville       | État        | Stade (capacité)                     | Affilié à (depuis)           |
| -------- | --------------------------- | ----------- | ----------- | ------------------------------------ | ---------------------------- |
| North    | Barons de Birmingham        | Birmingham  | Alabama     | Regions Field (8 500)                | White Sox de Chicago (1986)  |
| North    | Lookouts de Chattanooga     | Chattanooga | Tennessee   | AT&T Field (6 362)                   | Reds de Cincinnati (2019)    |
| North    | Trash Pandas de Rocket City | Madison     | Alabama     | Toyota Field (7 000)                 | Angels de Los Angeles (2020) |
| North    | Smokies du Tennessee        | Kodak       | Tennessee   | Smokies Stadium (6 412)              | Cubs de Chicago (2007)       |
| South    | Shuckers de Biloxi          | Biloxi      | Mississippi | MGM Park (6 076)                     | Brewers de Milwaukee (2015)  |
| South    | Braves du Mississippi       | Pearl       | Mississippi | Trustmark Park (8 480)               | Braves d'Atlanta (2005)      |
| South    | Biscuits de Montgomery      | Montgomery  | Alabama     | Montgomery Riverwalk Stadium (7 000) | Rays de Tampa Bay (1999)     |
| South    | Blue Wahoos de Pensacola    | Pensacola   | Floride     | Admiral Fetterman Field (5 038)      | Marlins de Miami (2021)      |

## Palmarès
| - 1964 Lynchburg - 1965 Columbus - 1966 Mobile - 1967 Birmingham - 1968 Asheville - 1969 Charlotte - 1970 Columbus - 1971 Charlotte - 1972 Montgomery - 1973 Montgomery - 1974 Knoxville - 1975 Montgomery - 1976 Montgomery - 1977 Montgomery - 1978 Knoxville - 1979 Nashville |  | - 1980 Charlotte - 1981 Orlando - 1982 Nashville - 1983 Birmingham - 1984 Charlotte - 1985 Huntsville - 1986 Columbus - 1987 Birmingham - 1988 Chattanooga - 1989 Birmingham - 1990 Memphis - 1991 Orlando - 1992 Greenville - 1993 Birmingham - 1994 Huntsville - 1995 Carolina |  | - 1996 Jacksonville - 1997 Greenville - 1998 Mobile - 1999 Orlando - 2000 West Tenn - 2001 Jacksonville et Huntsville (finale annulée) - 2002 Birmingham - 2003 Carolina - 2004 Mobile et Tennessee (finale annulée) - 2005 Jacksonville - 2006 Montgomery - 2007 Montgomery - 2008 Mississippi - 2009 Jacksonville - 2010 Jacksonville - 2011 Mobile |  | - 2012 Mobile - 2013 Birmingham - 2014 Jacksonville - 2015 Chattanooga - 2016 Jackson - 2017 Lookouts de Chattanooga & Blue Wahoos de Pensacola - 2018 Generals de Jackson - 2019 Generals de Jackson - 2020 Saison annulée en raison de la pandémie de Covid-19 - 2021 Braves du Mississippi - 2022 Blue Wahoos de Pensacola - 2023 Smokies du Tennessee |